# Intelsat 33e
Intelsat 33e is een commerciële communicatiesatelliet van het International Telecommunications Satellite Consortium (Intelsat). 
De satelliet werd op 24 augustus 2016 om 22:17 UTC met een Ariane 5 ECA-draagraket gelanceerd van het Centre Spatial Guyanais, samen met Intelsat 36. Beide satellieten werden in een geostationaire baan om de aarde geplaatst.
Met een laadmassa van 10.735 kg, was dit de zwaarste lading die een Ariane 5-raket in de ruimte had gebracht.
Intelsat 33e werd gelanceerd om Intelsat 904 te vervangen.
Op 19 oktober 2024 ~04:30 UTC rapporteerde het United States Space Force dat de satelliet in minstens 20 stukken was gebroken Twee dagen later was het aantal al opgelopen tot 57. Intelsat verklaarde de satelliet total loss op 21 oktober 2024.